# Erdélyi Magyar Hírvivő
Az Erdélyi Magyar Hírvivő, korabeli helyesírással Erdélyi Magyar Hír-vivő az első erdélyi magyar nyelvű sajtótermék. 1790–1791-ben jelent meg Nagyszebenben illetve Kolozsváron; a lap kiadója ifj. Martin Hochmeister nyomdász és könyvkiadó volt.

## Története
A 18. század végén Erdélyben még nem létezett magyar nyelvű hírlap, viszont a pozsonyi illetve bécsi magyar lapoknak számos erdélyi előfizetője volt. Ifj. Martin Hochmeister nagyszebeni nyomdász 1790. január 28-án engedélyt kért a főkormányszéktől önálló magyar nyelvű hírlap indítására. Először a Nagyszebenben megjelenő Der Kriegsbote fordítására kapott engedélyt, de Hochmeister ezzel nem elégedett meg, azzal érvelve, hogy a fordítással megnövekedett átfutási idő alatt a hírek elavulnának. Az újság alapításához megnyerte Bánffy György kormányzó támogatását is, aki pártját fogta minden erdélyi magyar közművelődési kezdeményezésnek. 1790. március 4-én az Erdélyi Udvari Kancellária engedélyezte az önálló újság kiadását, előzetes cenzúra mellett. A háborús híreket közlés előtt a hadsereg parancsnokságával is egyeztetni kellett.
A lap megjelenése előtt több helyen is hirdette programját: a beharangozó először a Neuer Kurier aus Ungarn von Kriegs und Staatssachen című német újság mellékletként jelent meg február 18-án, utána  közzétette a Hadi és más Történetek illetve az  Ephemerides Budenses is.
Az első szám a terveknek megfelelően 1790. április 3-án jelent meg, de ekkor még csak más, korábban engedélyezett lapok híreit vehették át, mert még nem érkezett meg az önálló lapra vonatkozó engedély. Sándor István 1803-ban megjelent bibliográfiája szerint szerkesztői Fábián Dániel táblai levéltáros és Cserei Elek kormányszéki allevéltáros voltak. A kormányszék Kolozsvárra költözése miatt 1790. december 16-ától a lap Kolozsváron jelent meg. Itt azonban a város korábban létező katolikus és protestáns nyomdái közös támadást indítottak az új versenytárs ellen: „A' Catholicus Püspök Ur ő Excellentiája, és a Helvetica Confession lévők Kolosvári Kollegyiom Curátori részéről pedig panaszoltatik: hogy noha mindeniknek ezen Városban Könyv nyomtató Mühellye vagyon, mindazonáltal Könyv-nyomtató Hochmeister itten Jövevény lévén, a meg-nevezett panaszló Feleknek nagy kárával maga Mesterségét gyakorolván, a' Fő Igazgató Tanátstól való Munkákon kivül egyebeket-is sajtó alá tenni 's Világ eleiben ki-botsátani merészel, kérvén ezek iránt elég tételt s rész szerént orvoslást tétetni.”
Hochmeistert decemberben azzal vádolta az erdélyi országgyűlés, hogy a rendek hozzájárulása nélkül jelentette meg a király válaszát rendekhez; ezt a támadást a nyomdász azzal védte ki, hogy az országgyűlésnek nem, csak a főkormányszéknek tartozik felelősséggel. 1791. januárban azzal az új váddal került az országgyűlés elé, hogy az 1791. évi 3. számában engedély nélkül és hibás fordításban tette közzé a királyi leiratokat. Az üzletben tartott házkutatás során lefoglalták az ominózus lapszám példányait, viszont kiderült, hogy a cenzúra engedélyezte a szöveget. Ezért – noha az országgyűlés a nyomdász megbüntetésére tett javaslatot, – a főkormányszék csak helyesbítést kért. Az ügy II. Lipót elé került, aki nem értett egyet az országgyűléssel. Utóbb azonban a rendek tiltakozása miatt megváltoztatta álláspontját, és egyes vélemények szerint ez vezetett a lap megszűnéséhez; erre vonatkozó közvetlen bizonyíték azonban nincs.
Az Erdélyi Magyar Hírvivőnek összesen 64, Gyalui Farkas feltételezése szerint 65 száma jelent meg, de az 1791-ben megjelent három vagy négy szám nem maradt fenn. Az 1790-es lapszámok is csak részben fellelhetőek.
A lap megszűnését követően csak 1822-ben történt újabb kísérlet erdélyi magyar nyelvű lap indítására (Erdélyi Hírmondó).

## Fennmaradt példányok
| Lapszámok                                     | Lelőhely                     | Megjegyzés |
| --------------------------------------------- | ---------------------------- | --- |
| 1–6., 8–12.                                   | Kolozsvári Egyetemi Könyvtár | Szabó Károly találta meg a krasznai Cserey-könyvtár szemetében. Az Erdélyi Múzeum-Egyesület könyvtárából került át az egyesület 1948-as megszüntetésekor.                                           |
| 7., 13., 14., 17–40.                          |                              | 1903-ban a torockószentgyörgyi unitárius lelkész küldte el a kolozsvári unitárius kollégiumnak; a könyvtáros Tordára vitte az egybekötött lapszámokat, és halála után már nem találták meg.         |
| 10., 43–46., 48–49., 51., 53–54., 58–59., 61. | Országos Széchényi Könyvtár  | 1911-ben vásárolták Boldizsár Andortól. |
| 17.                                           |                              | Kelemen Lajos találta meg Koncz József marosvásárhelyi tanár hagyatékában, Gyalui Farkas megvásárolta, és az Erdélyi Múzeum-Egyesület könyvtárának adományozta; 1940-ben még megvolt, utóbb eltűnt. |
| 48–56. és 59–61.                              |                              | A 19. század végén a Budapesti Református Kollégium Ráday Könyvtárában; 1940-ben már nem voltak fellelhetőek.                                                                                       |

## Leírása
Az újság kis nyolcadrét alakban, 16x11,5 centiméter méretben jelent meg 4 levélen, 1790. júliusig hetente egyszer pénteken, utána hetente kétszer. Ehhez gyakran két levélnyi Toldalék is tartozott. A lap fejlécében egy fametszet Magyarország és Erdély egyesített címerét ábrázolta, felette kiterjesztett szárnyú koronás sassal.
A lap külföldi és belföldi híreket egyaránt közölt, például a folyamatban levő orosz–török háborúról, az erdélyi országgyűlésről, a vármegyei gyűlésekről, II. József haláláról és rendeleteinek visszavonásáról, II. Lipótnak az erdélyi rendekhez intézett leiratáról.
A folyóirat szerkesztői programszerűen foglalkoztak a magyar nyelv művelésével: szót emeltek a magyar nyelvű könyvek megjelentetése érdekében, hogy „minden hazafinak anyanyelvével nyílt útja legyen a magyar nemzeti megvilágosodásra.” Szorgalmazták egy tudós társaság létrehozását, amely lefordítaná a jelentős külföldi munkákat. A magyar nyelv használatát a tudomány és a közigazgatás területén is fontosnak tartották; az 5. számban közzétették mintegy száz tisztviselő latin és javasolt magyar megnevezését Tiszti nevezetek lajstroma címmel. Azt is fontosnak tartották, hogy az ország többi nemzetisége is tanulja meg a magyar nyelvet, de nem azért, hogy saját anyanyelvük helyébe lépjen, hanem mint hasznos gyakorlati tudnivalót.
A kiadó Hochmeister arra is felhasználta az újságot, hogy a könyvkereskedésében kapható magyar könyvek jegyzékét reklámozza.